# Stella Stellaris
Stella Stellaris war die ZDF-Weihnachtsserie 1994.

## Inhalt
Stella stammt vom Planeten Stellaris und wird mit dem Geheimauftrag, die Gefühle der Menschen zu erforschen, auf die Erde geschickt. Aber ihre Mission verläuft anders als geplant, denn auch sie empfindet plötzlich Emotionen: Zum ersten Mal fühlt sie, was es bedeutet, unglücklich zu sein. Deshalb will Stellas Berater Hal, ein Computer, die Mission schnellstmöglich beenden und Stella zurück auf ihren Heimatplaneten schicken. Doch Stella ist der Meinung, dass sie vorher noch einige Aufgaben zu erledigen hat und kann den Start des Raumschiffs gerade noch stoppen.

## Ausstrahlungen
Seit der Erstausstrahlung wurde die Serie im Januar/Februar 1999 und zu Weihnachten 2001 auf KiKA ausgestrahlt, außerdem im Dezember 2009 im ZDFtheaterkanal.

## DVDs
Die komplette Serie ist am 13. November 2015 auf DVD erschienen.